# Charkovský rajón
Charkovský rajón (ukrajinsky Харківський район) je rajón v Charkovské oblasti na Ukrajině. Hlavním městem je Charkov a rajón má přibližně 1,76 milionu obyvatel. 

## Města v rajónu
- Derhači
- Charkov
- Ljubotyn
- Merefa
- Pivdenne